# 아르튀르 뒤퐁

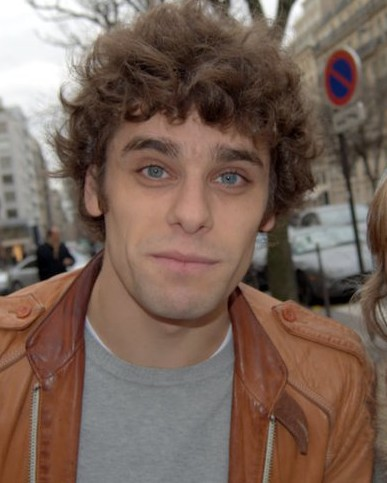

아르튀르 뒤퐁(Arthur Dupont, 1985년 7월 26일 ~ )은 프랑스의 배우, 영화배우이다.
생망데에서 태어났다.

## 영화
- 노르망디 뉘 (2018년)
- 그랑 프루아 (2017년)
- 우리 가족은 당신을 사랑합니다 (2016년)
- 아웃사이더 (2016년)
- 포탄의 거리 (2015년)
- 벨지안 랩소디 (2014년) - 위그 역
- 지금이 아니면 안 돼 (2014년)
- 옐로우버드 (2014년) - 구스 목소리 역
- 해피엔딩 네버엔딩 (2013년) - 산드로 역
- 배드 걸 (2012년)
- 모바일 홈 (2012년)
- 엘리제궁의 요리사 (2012년) - 니콜라스 보부아 역
- 인 데어 슬립 (2010년) - 아르튀르 역
- 버스 팔라디움 (2010년)
- R.T.T. (2009년)
- 징집거부자 (2009년)
- 로맨스 (2007년)
- 원 투 어나더 (2006년)
- 아르센 루팡 (2004년)